# Fyvush Finkel
Philip "Fyvush" Finkel (Brooklyn, 9 de outubro de 1922 – 14 de agosto de 2016) foi um ator estadunidense conhecido como estrela de teatro iídiche e por seu papel como advogado Douglas Wambaugh na série de televisão Picket Fences, no qual ele ganhou um Emmy em 1994. Também é conhecido por sua interpretação de Harvey Lipschultz, um extravagante professor da História dos Estados Unidos, na série de TV Boston Public.
Sepultado no Montefiore Cemetery.

## Filmografia

### Filmes
| Ano  | Títilo                                | Personagem         |
| ---- | ------------------------------------- | ------------------ |
| 1950 | Monticello, Here We Come              |                    |
| 1986 | Off Beat                              | Vendor             |
| 1986 | Seize the Day                         | Shomier            |
| 1986 | Brighton Beach Memoirs                | Mr. Greenblat      |
| 1990 | Q&A                                   | Preston Pearlstein |
| 1991 | Mobsters                              | Tailor             |
| 1993 | The Pickle                            | Mr. Shacknoff      |
| 1993 | For Love or Money                     | Milton Glickman    |
| 1995 | Aaron's Magic Village                 | Narrador           |
| 1995 | Nixon                                 | Murray Chotiner    |
| 1998 | The Brave Little Toaster Goes to Mars | Hearing Aid        |
| 2000 | The Crew                              | Sol Lowenstein     |
| 2009 | A Serious Man                         | Traitl Groshkover  |
| 2013 | The Other Men in Black                | Moshe              |
| 2015 | Deli Man                              | Ele mesmo          |
| 2016 | Game Day                              | Max                |

### Televisão
| Ano        | Título                 | Personagem                  | Notas                                              |
| ---------- | ---------------------- | --------------------------- | -------------------------------------------------- |
| 1977       | Kojak                  | Simon                       | Episódio: "Kojak Days: Part 1"                     |
| 1992–1996  | Picket Fences          | Douglas Wambaugh            | 87 episódios                                       |
| 1995       | Chicago Hope           | Douglas Wambaugh            | Episódio: "Small Sacrifices"                       |
| 1995       | Aaahh!!! Real Monsters | Jackie Jarr                 | 2 episódios                                        |
| 1995       | Great Performances     | Ele mesmo                   | Episódio: "Itzhak Perlman: In the Fiddler's House" |
| 1996, 1999 | Early Edition          | Phil Kazakian               | 2 episódios                                        |
| 1996       | Rugrats                | Shlomo                      | Episódio: "Chanukah"                               |
| 1997       | The Simpsons           | Himself as Krusty the Clown | Voz, Episódio: "Lisa's Sax"                        |
| 1998–1999  | Fantasy Island         | Fisher                      | 13 episódios                                       |
| 2000–2004  | Boston Public          | Harvey Lipschultz           | 70 episódios                                       |
| 2000–2003  | Hollywood Squares      | Ele mesmo                   | 10 episódios                                       |
| 2007       | The Wedding Bells      | Saul Finkelstein            | Episódio: "For Whom the Bells Toll"                |
| 2011       | Harry's Law            | Abe Gold                    | Episódio: "The Rematch"                            |
| 2013       | Blue Bloods            | Moishe                      | Episódio: "Men in Black"                           |